# Congregation (The Afghan Whigs)
| Recensione                | Giudizio |
| ------------------------- | -------- |
| Rolling Stone Album Guide | [ 1 ]    |

Congregation è il terzo album in studio del gruppo musicale statunitense The Afghan Whigs, pubblicato nel 1992 dalla Sub Pop Records.
Miles Iz Ded non compare nella lista delle tracce del CD. The Temple è una cover di una canzone tratta da Jesus Christ Superstar (1970), con testo di Tim Rice e musica di Andrew Lloyd Webber.

## Tracce
1. Her Against Me - 0:47 (Dulli)
2. I'm Her Slave - 2:59 (Dulli)
3. Turn on the Water - 4:18 (Dulli/McCollum/Curley/Earle)
4. Conjure Me - 4:03 (Dulli/McCollum/Curley/Earle)
5. Kiss the Floor - 4:00 (Dulli/McCollum)
6. Congregation - 4:27 (Dulli/McCollum)
7. This Is My Confession - 3:13 (Dulli)
8. Dedicate It - 3:22 (Dulli)
9. The Temple - 4:06 (Rice/Webber)
10. Let Me Lie to You - 4:36 (Dulli)
11. Tonight - 3:42 (Dulli)
12. Miles Iz Ded - 5:06 (Dulli) - traccia fantasma

## Formazione
Gruppo
- Greg Dulli - voce, chitarra
- Rick McCollum - chitarra, voce
- John Curley - basso, voce
- Steve Earle - batteria, percussioni

Altri musicisti
- Miss Ruby Belle - voce (traccia 1)
- Shecky Stein - pianoforte (traccia 4)
- Shawn Smith - cori (tracce 7 e 8)
- Lance - cori (traccia 9), pianoforte

Produzione
- D.A. Fleischer/John Curley - foto di copertina
- Chris Cuffaro - foto del gruppo